# Apsteiniella georgii
Apsteiniella georgii är en skalbaggsart som beskrevs av Koshantschikov 1912. Apsteiniella georgii ingår i släktet Apsteiniella och familjen Aphodiidae. Inga underarter finns listade.